# 内藤清枚
内藤 清枚（ないとう きよかず）は、江戸時代初期から中期の旗本、のち大名。信濃高遠藩の初代藩主。高遠藩内藤家第6代（第7代とする説あり）。

## 生涯
正保2年（1645年）8月6日、旗本・水野守政の次男として生まれる。元服して水野守興と名乗り、旗本として寛文12年（1672年）5月26日、書院番に列し、幕臣として仕えた。母が内藤重頼の妹だったため、天和元年（1681年）4月6日に重頼の養子となり、内藤清長と改名する。元禄3年（1690年）、重頼の死去により遺領3万3000石を継いだ。元禄4年（1691年）2月9日、信濃国伊那郡・筑摩郡に移封され、高遠藩内藤家の初代藩主となる。藩庁は高遠城に置いた。
元禄4年（1691年）12月1日、自身の国入りに先立ち、清枚の名で藩士に対し「条目」17か条を発布した。加えて同日付で重臣の連名による「覚」11か条を制定し、家中法度を整えた。なお、初めての国入りは翌年9月21日であった。
高遠への移封に際して幕府の行なった検地では、実高が3万9000石であるとされ、そのうち6000石が幕府領とされた。そのため財政が苦しく、新田開発に尽力することとなる。この新田開発で実高をかなり上げたが、その反面で元禄7年（1694年）と宝永4年（1707年）に大坂加番、元禄8年（1695年）12月から元禄10年（1697年）8月まで奏者番に任じられるなど、要職を歴任したことから出費が増大し、藩財政を苦しめたという。
元禄9年（1696年）、駒ヶ岳を横断する権兵衛街道を開設する。宝永元年（1704年）、名を清長から清枚に改めた。
正徳4年（1714年）4月16日に死去した。享年70。養子として長頼と清行がいたが、長頼は不行跡により養子関係を白紙に戻し、清行も早世したため、実子の頼卿が跡を継いだ。

## その他
- 元禄12年（1699年）、江戸四谷付近に甲州街道の宿場として内藤新宿が開設される。宿場予定地一帯には内藤家の江戸中屋敷などがあり、清枚は開設に先立ち幕府に土地を返上している。なお、内藤新宿の名はこの地にあった「内藤宿」に由来し、「内藤」を冠したのは内藤氏の拝領地であったことによる。
- 正徳4年（1714年）、江島生島事件が起こる。江戸城大奥御年寄絵島は高遠藩へ配流と決まり、4月1日に高遠城へ到着した。藩主・清枚は当時病であり、藩では受け入れの準備に手間取ったという（清枚は16日に死去）。絵島の扱いには細心の注意を払い、「絵島が○○を欲しがったら渡してもよいか」「藩主自身で時々様子を見るべきか」など細かい点まで幕府に指示を仰いでいる。絵島は寛保元年（1741年）に死去するまで、高遠の地から出ることはなかった。
- 清枚は仏画や花鳥図を好んで描いたとされ、高遠町の神社や博物館に自筆とされる掛軸・絵馬などが残されている。

## 系譜
父母
- 水野守政（実父）
- 内藤正勝の娘（実母）
- 内藤重頼（養父）

子女
- 内藤頼卿（長男）
- 朽木玄綱正室
- 高木正府正室
- 片桐満紀継室のち松平信岑継々室

養子
- 内藤長頼 - 安部信峯の三男
- 内藤清行 - 米津田賢の三男